# Líbero Pierini
Líbero Pierini  es un reconocido escultor italiano que vivió en la ciudad de Río Cuarto, Provincia de Córdoba (Argentina).
Nació en Sirolo, Italia, el 11 de noviembre de 1907.  A los 17 años emigró hacia Argentina junto con su padre y su hermano mayor Giordano Bruno. El padre los acompañó en el viaje, ya que ellos querían emigrar de Italia. Desembarcados en el puerto recorren Buenos Aires, se ubicaron en un hotel y a las 24 horas, Don Amedeo Pierini retornó a Italia.
Bruno se radicó en Córdoba, desarrollando tareas de tornería hasta su muerte, 3 años después, en plena juventud. Líbero sigue en Buenos Aires, realizando labores de bajo relieves, pinturas y modelado, A la muerte de su hermano regresó a Córdoba, Se instaló en la localidad de Las Perdices contratado por la familia Laborde Monge para remodelar su panteón. Así conoció a Luisa Laborde compañera absoluta de vida. Posteriormente se radicó en Río Cuarto donde nacieron sus hijos Miguel Ángel y Solidea Asumpta.
Río Cuarto posee bellezas escultóricas gracias a este artista solamente reconocido después de su muerte. En el año 1964, el diario La Nación declaró que el Sarmiento de Líbero es superior al de Rodín. Pero Líbero ya había fallecido.
Las obras más importantes de este artista espectacular son: El frontispicio y las pinturas murales del interior de la catedral de San Luis, las pinturas murales de la basílica Nuestra Señora del Carmen de (Nogoyá, Entre Ríos), el San Martín erguido desnudando la espada (Laborde), el busto de Sarmiento en la escuela normal (Río Cuarto), el monumento de Sarmiento (Bell Ville), el busto de Mariano Moreno en la Biblioteca que lleva su nombre, las cuatro esculturas de la plaza San Martín (Río Cuarto), la madre india en el Bv. Roca, la Madre Campesina (Elena), el Paúl Harris del parque Sarmiento (Rio Cuarto), el monumento a la raza (Villa María), El busto del intendente Vicente Mójica, y la Madre que trenza los cabellos de su hija, emplazada sobre su tumba en el cementerio de Río Cuarto.
Fue miembro de la Asociación amigos del arte, de la barraca Trapalanda, y cofundador, el 17 de marzo de 1958, de la Escuela Provincial de Bellas Artes, luego en 1964 honrada con su nombre (Escuela Superior de Bellas Artes "Líbero Pierini").
Falleció el 2 de septiembre de 1963.

## Fuente
Texto de Susana Michelotti extraído y readaptado. Revista VOCES N° 14.  U.N.R.C. año 1995. 
- Datos: Q16595241